# 벨레네 (불가리아)

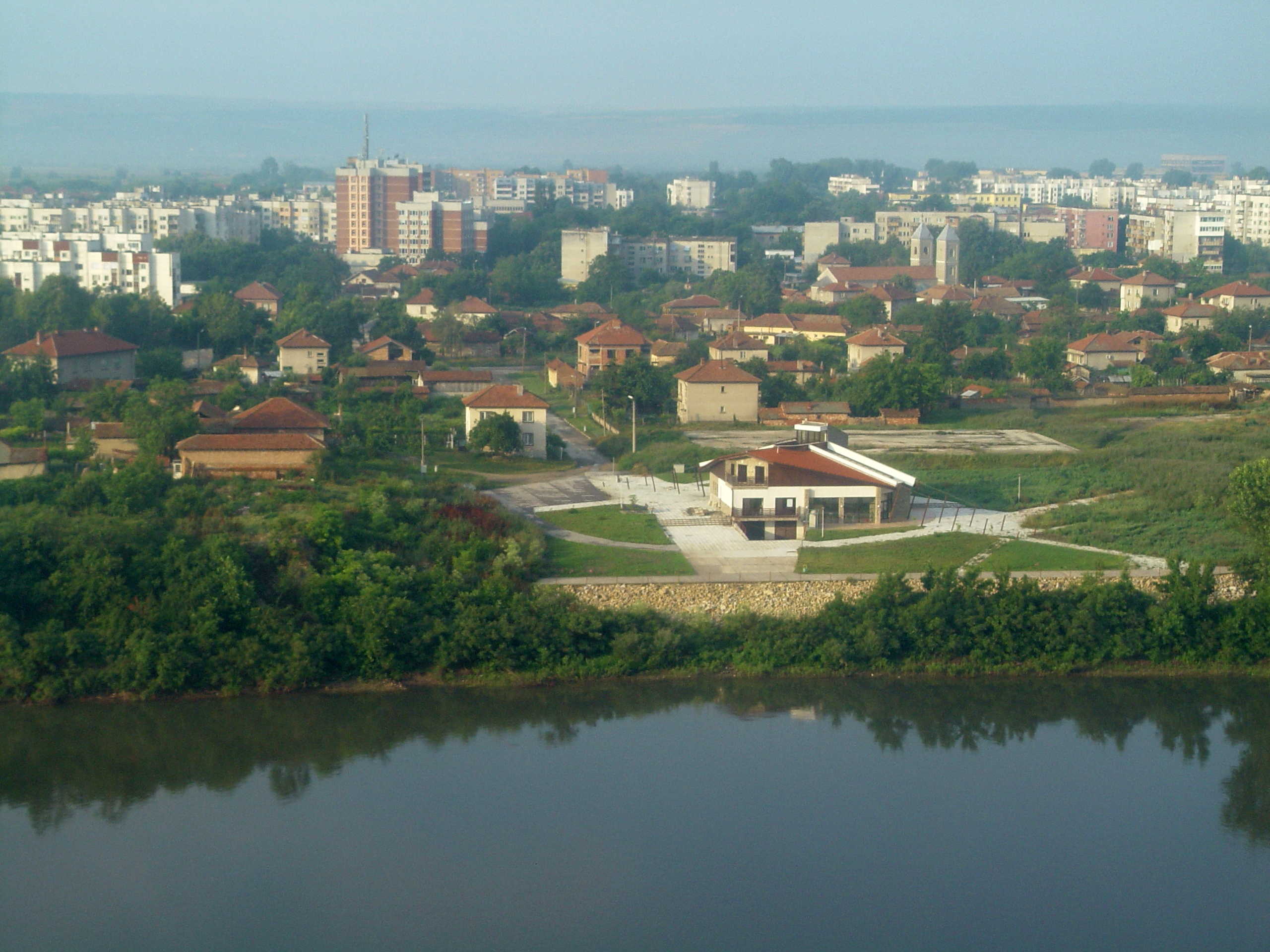
벨레네

벨레네(불가리아어: Белене, Belene)는 불가리아 북부에 위치한 플레벤주의 도시로 높이는 27m, 인구는 8,905명(2009년 기준)이다. 다뉴브강 우안과 접한다.